# Kostel svatého Jakuba Většího (Ovčáry)
Kostel svatého Jakuba Většího či Staršího je filiální kostel v Ovčárech. Jednolodní orientovaná stavba leží na návsi v centru obce. Do 31. prosince 2004 šlo o kostel farní.
Kostel je poprvé připomínán v roce 1352. V 15. století byl přestavěn, v roce 1843 shořela jeho dřevěná zvonice a v roce 1906 byl pro havarijní stav stržen. Novostavba v novogotickém slohu dle projektu Jana Krcha byla dokončena roku 1908 a vysvěcena 16. května téhož roku.
Kostel, hrobka rytíře Horského na zrušeném hřbitově a ohradní zeď včetně dvou bran, jsou chráněny jako kulturní památka České republiky.